# Happelstraße 59 (Heilbronn)

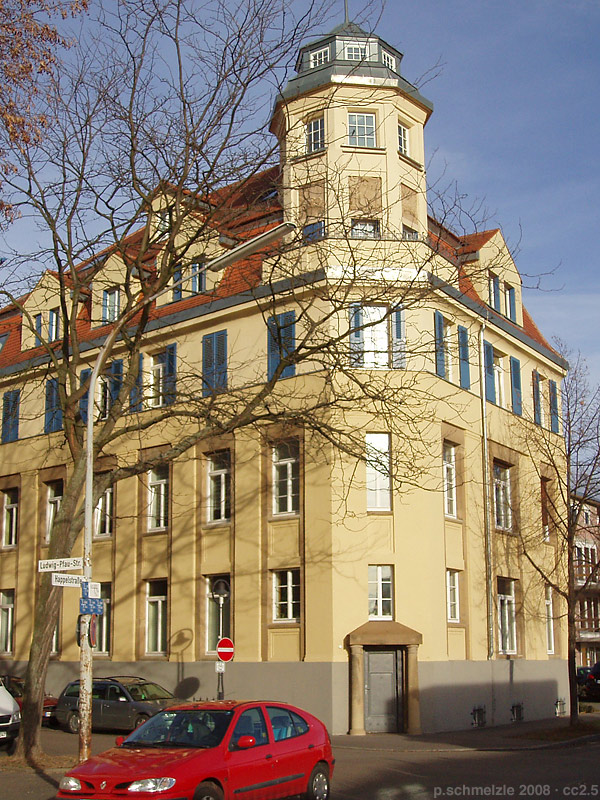
Happelstraße 59 in Heilbronn

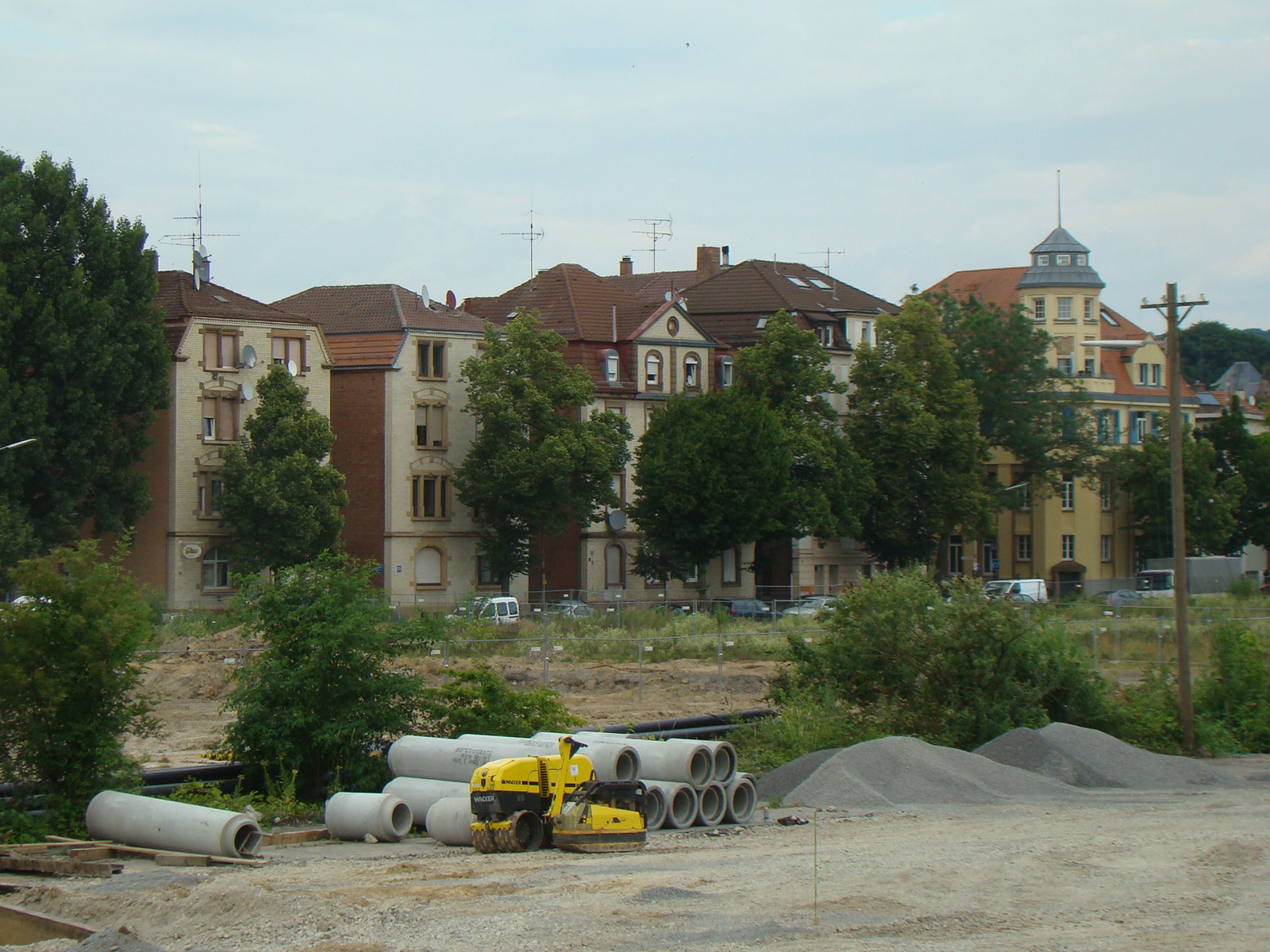
Die Bauzeile in der Happelstraße über das Brachgelände des ehemaligen Südbahnhofs gesehen, ganz rechts mit Turm die Nr. 59

Das Haus Happelstraße 59 ist ein denkmalgeschütztes Gebäude in Heilbronn.

## Geschichte
Das Gebäude in der Happelstraße 59 sowie die dazugehörigen Nebengebäude wurden im Jahre 1915 für die Nahrungsmittelfabrikanten Otto & Kaiser gemäß den Plänen des Architekten Alfred Voltz aus Heilbronn errichtet. Bemerkenswert ist der Eckturm mit Belvedere. Durch die einstigen Besitzer erhielt das Gebäude den Spitznamen Kaiser Otto. Nach dem Konkurs der Kaiser-Otto AG kam der Gebäudekomplex 1932 an den Heilbronner Lebensmittelhersteller Knorr, dessen Gelände sich in der Nähe befindet. 
Im Dritten Reich wurden die Gebäude zunächst vom Reichsarbeitsdienst genutzt, später waren darin Teile des Infanterie-Regiments 34 untergebracht. Im Zweiten Weltkrieg wurden einige der Gebäude beschädigt.  Im Dezember 1945 wurde in anderen Räumlichkeiten auf dem Kaiser-Otto-Gelände eine städtische Volksküche mit angeschlossener Wärmehalle eingerichtet. Beide Wohlfahrtseinrichtungen wurden von der Bevölkerung stark in Anspruch genommen. Zudem wurden diese Räumlichkeiten auch als Versammlungssäle genutzt. 
Von Juni 1945 bis November 1952 wurde das erste Obergeschoss des Hauptgebäudes als provisorischer Verwaltungssitz von der Allgemeinen Ortskrankenkasse genutzt. Das Adressbuch von Heilbronn von 1950 nennt außerdem die Witwe Helene Hochuli und Räume der Kaffee- und Lebensmittelgroßhandlung Tscherning im Erdgeschoss, das Bestrahlungsinstitut von Meta Schmitt im zweiten Obergeschoss sowie sechs weitere Wohnmieter. 1961 waren nur noch das Handelshaus Tscherning, die Witwe Hochuli und vier Mieter dort registriert.
Das zum Kaiser-Otto-Komplex gehörende Gebäude Happelstraße 61 wurde nach Kriegsende zur Notunterkunft für die Heilbronner Gewerbeschule umgebaut, 22 Räume wurden dazu genutzt. Der große Schulsaal diente außerdem der Jungen Bühne Heilbronn als Probenraum. Nachdem die Gewerbeschule im Januar 1955  umgezogen war, übernahm die Höhere Handels- und Kaufmännische Berufsschule die Räumlichkeiten.

## Kunstgeschichtliche Bedeutung
Hennze beschreibt das Gebäude in Stille Zeitzeugen so: 

„Das dreigeschossige Haus zeigt im Aufriss geschickt gesetzte Übergänge von Wand- und Fensterflächen. Dreiecksgiebel akzentuieren die Dachflächen, ein Eckturm bildet einen ausgesprochenen „point de vue“ innerhalb des Südstadtviertels. Die ursprünglich sehr viel weiter ausladende Anlage wurde lange Zeit vernachlässigt, die Nebengebäude zum großen Teil abgebrochen; das Haus wurde in den letzten Jahren durchgreifend umgebaut.“